# Dark (tv-serie)
Dark (dansk: Mørket) er en tysksproget web-tv-serie skabt af Baran bo Odar og Jantje Friese for Netflix.
Serien havde premiere på Netflix 1. december 2017. Den første sæson – på ti afsnit – blev hovedsagelig godt modtaget, med positive og negative sammenligninger med Stranger Things, en anden overnaturlig thrillerserie fra Netflix.
Optagelserne af Dark begyndte 18. oktober 2016, i og omkring Berlin, og sluttede i marts 2017. Serien er filmet i 4K-opløsning (Ultra HD).

## Afsnit
| Nr. | Titel                     | Regi          | Manus                          | Oprindelig udgivelsesdato |
| --- | ------------------------- | ------------- | ------------------------------ | ------------------------- |
| 1   | "Hemmeligheder"           | Baran bo Odar | Jantje Friese og Baran bo Odar | 1. december 2017          |
| 2   | "Løgne"                   | Baran bo Odar | Jantje Friese og Ronny Schalk  | 1. december 2017          |
| 3   | "Før og nu"               | Baran bo Odar | Jantje Friese og Marc O. Seng  | 1. december 2017          |
| 4   | "Dobbeltliv"              | Baran bo Odar | Martin Behnke og Jantje Friese | 1. december 2017          |
| 5   | "Sandheder"               | Baran bo Odar | Martin Behnke og Jantje Friese | 1. december 2017          |
| 6   | "Sic mundus creatus est"  | Baran bo Odar | Jantje Friese og Ronny Schalk  | 1. december 2017          |
| 7   | "Korsvej"                 | Baran bo Odar | Jantje Friese og Marc O. Seng  | 1. december 2017          |
| 8   | "Man høster, som man sår" | Baran bo Odar | Martin Behnke og Jantje Friese | 1. december 2017          |
| 9   | "Fremtid, nutid, fortid"  | Baran bo Odar | Jantje Friese og Marc O. Seng  | 1. december 2017          |
| 10  | "Alfa og omega"           | Baran bo Odar | Jantje Friese og Ronny Schalk  | 1. december 2017          |